# Padilla ngeroka
Padilla ngeroka är en spindelart som beskrevs av Daniela Andriamalala 2007. Padilla ngeroka ingår i släktet Padilla och familjen hoppspindlar. Inga underarter finns listade i Catalogue of Life.